# Arturo Coddou
Arturo Armando Coddou Geerdts (14 de gener de 1905 - 1955) fou un futbolista xilè.

## Selecció de Xile
Va formar part de l'equip xilè a la Copa del Món de 1930.